# Onthophagus declivicollis
Onthophagus declivicollis là một loài bọ cánh cứng trong họ Bọ hung (Scarabaeidae).